# Het angelus
Het angelus (Frans: L'Angélus) is een beroemd schilderij van Jean-François Millet. Het toont een boer en een boerin die hun werk neerleggen op het eind van de dag om het angelus te bidden. Het werd tussen 1857 en 1859 gemaakt in opdracht van Thomas Gold Appleton, een Amerikaanse mecenas, die het echter niet accepteerde. Het maakt sinds 1986 deel uit van de collectie van het Musée d'Orsay in Parijs.

## Voorstelling
In de periode waarin Het angelus ontstaan is, schilderde Millet veel voorstellingen van het eenvoudige boerenleven, waarvan Arenleessters waarschijnlijk het bekendst is. Op Het angelus is het moment te zien waarop de kerkklok oproept tot gebed. Het angelus, dat inmiddels grotendeels in onbruik is geraakt, werd vroeger driemaal daags gebeden: om zes uur 's morgens, twaalf uur 's middags en zes uur 's avonds. De man en de vrouw stoppen hun werkzaamheden aan de aardappeloogst, waarvan verschillende werktuigen rondom hen getuigen, en gaan op in hun Weesgegroetjes. Hoewel het geen religieus schilderij is (Millet was niet kerkelijk), komt de bescheiden vroomheid van veel plattelanders er fraai in tot uitdrukking. Doordat de gezichten van de hoofdpersonen slecht te onderscheiden zijn, verliezen deze hun individualiteit en verworden tot archetypen van de arme plattelandsbevolking.
De schilder gaf aan dat zijn eigen ervaringen ten grondslag lagen aan het schilderij. 

 L'Angélus est un tableau que j'ai fait en pensant comment, en travaillant autrefois dans les champs, ma grand-mère ne manquait pas, en entendant sonner la cloche, de nous faire arrêter notre besogne pour dire l'angélus pour ces pauvres morts.

(Het angelus heb ik gemaakt, terwijl ik me bedacht hoe mijn oma, als ze de klok hoorde luiden, terwijl we op het land werkten, nooit naliet ons te laten ophouden met werken om het angelus op te zeggen voor die arme doden.)
— Jean-François Millet

Bij het schilderen van het landschap liet Millet zich inspireren door de omgeving van Barbizon, waar hij vaak samen met collega's als Rousseau en Daubigny in de buitenlucht werkte. De kerktoren, die op de achtergrond nog net te zien is, hoort toe aan de parochiekerk van Chailly-en-Bière.
Op Salvador Dalí, die op school een reproductie van het schilderij zag, maakte het een grote indruk. Hij twijfelde er niet aan, of het stelde een begrafenis voor waarbij het paar om een dood kind treurde. Op zijn verzoek werd door het Louvre een röntgenfoto vervaardigd, die inderdaad onder de mand een schets van een kist liet zien. Dalí interpreteerde deze als een zerk en de scène als een gebed aan het kindergraf. Hij verwerkte het schilderij en het thema in meerdere werken en in 1938 publiceerde hij er een boek over.

## Herkomst
- 1860: in bezit van Papeleu.
- 1860: in bezit van Alfred Stevens.
- vanaf 1860: in bezit van Jules Van Praet, Brussel.
- vanaf 1864: Paul Tesse krijgt het schilderij in bezit door het te ruilen tegen Herderin met haar kudde eveneens van Millet.
- vanaf 1865: in bezit van Emile Gavet, Parijs.
- na 1872: in bezit van John Waterloo Wilson, Brussel.
- tot 1889: in bezit van Eugène Secrétan, een Franse industrieel en kunstverzamelaar.
- 1 juli 1889: verkocht op een veiling aan de American Art Association.
- 1890: voor 750.000 goudfranken gekocht door Alfred Chauchard, eigenaar van de Grands Magasins du Louvre, een warenhuis.
- 1909: nagelaten aan het Louvre bij testament van 1906
- 1910: legaat geaccepteerd door de Franse staat
- 1986: overgeplaatst naar het Musée d'Orsay

## Afbeeldingen

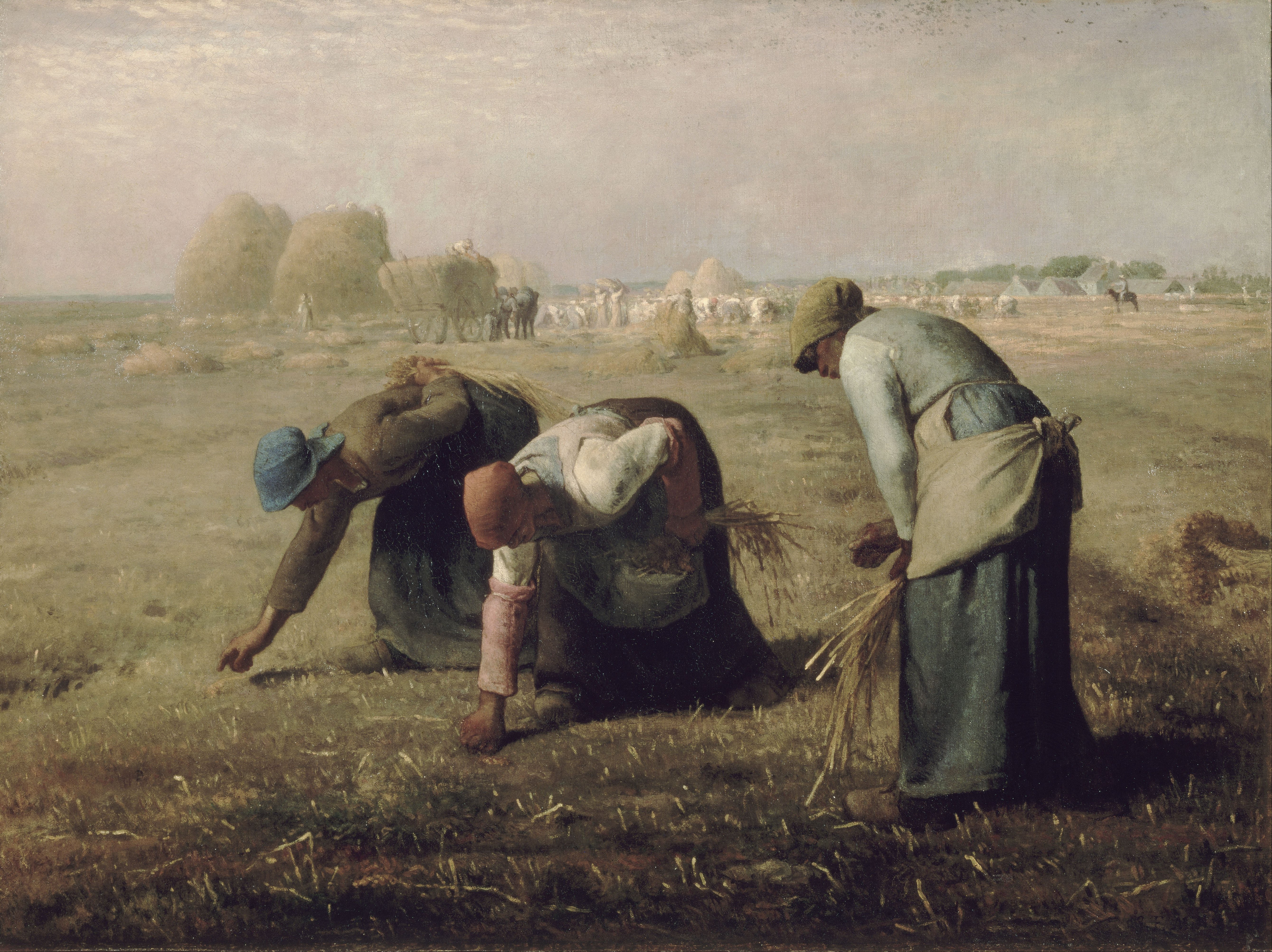
Arenleessters (1857)
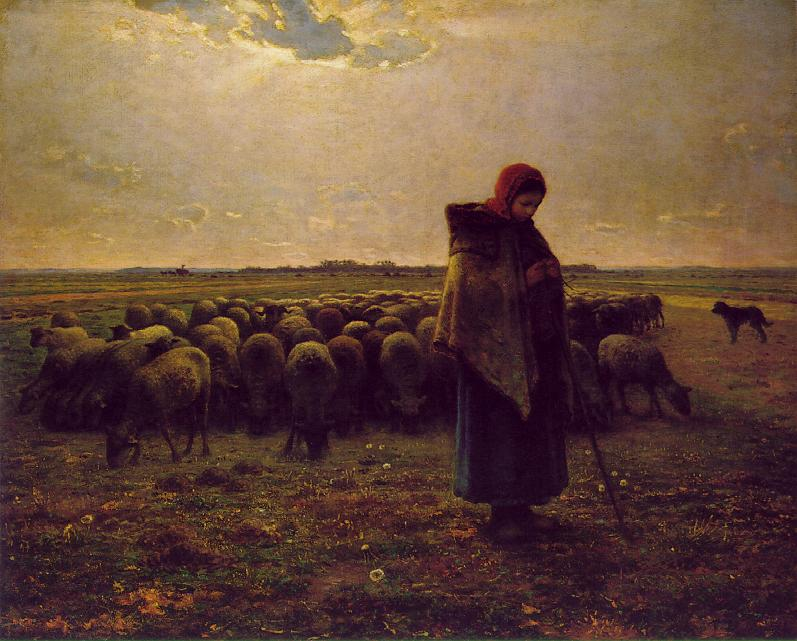
Herderin met haar kudde (circa 1863)